# Institution of Mechanical Engineers
Die Institution of Mechanical Engineers (IMechE) ist eine britische Ingenieurgesellschaft ähnlich dem Verein Deutscher Ingenieure (VDI).
Die Vereinigung wurde 1847 in Birmingham gegründet. Gründungsmitglieder waren Charles Beyer, George Stephenson und andere.

## Liste der Präsidenten
Seit der Gründung hatte die „IMechE“ 120 Präsidenten. Seit 1922 werden die Präsidenten jährlich für ein Jahr gewählt. Joseph Whitworth, John Penn und William Armstrong haben mehrere Male den Vorsitz gehabt.
| Nr. | Zeitraum  | Name                                         | Wirkungskreis                                                                                                   |
| --- | --------- | -------------------------------------------- | --- |
| 1   | 1847–1848 | George Stephenson                            | Eisenbahningenieur                                                                                              |
| 2   | 1849–1853 | Robert Stephenson                            | Eisenbahningenieur, MP                                                                                          |
| 3   | 1854–1855 | William Fairbairn                            | Brücken, Mühlen, Schiffe                                                                                        |
| 4   | 1856–1857 | Joseph Whitworth (Erste Runde)               | Pioneer der Werkzeugmaschinen                                                                                   |
| 5   | 1858–1859 | John Penn (Erste Runde)                      | |
| 6   | 1860      | James Kennedy                                | |
| 7   | 1861–1862 | William George Armstrong (Erste Runde)       | |
| 8   | 1863–1865 | Robert Napier                                | |
| 4   | 1865–1866 | Joseph Whitworth (Zweite Runde)              | Pioneer der Werkzeugmaschinen                                                                                   |
| 5   | 1866–1868 | John Penn (Zweite Runde)                     | |
| 7   | 1868–1869 | William George Armstrong (Zweite Runde)      | |
| 9   | 1870–1871 | John Ramsbottom                              | Eisenbahningenieur                                                                                              |
| 10  | 1872–1873 | William Siemens                              | |
| 11  | 1874–1875 | Frederick Joseph Bramwell                    | |
| 12  | 1876–1877 | Thomas Hawksley                              | Wasser und Gas                                                                                                  |
| 13  | 1878–1879 | John Robinson                                | |
| 14  | 1880–1881 | Edward Alfred Cowper                         | Metallurgie, Erfinder des Cowper Hochofen                                                                       |
| 15  | 1882–1883 | Percy Graham Buchanan Westmacott             | |
| 16  | 1884      | Isaac Lowthian Bell                          | |
| 17  | 1885–1886 | Jeremiah Head                                | |
| 18  | 1887–1888 | Edward Hamer Carbutt                         | |
| 19  | 1889      | Charles Cochrane                             | |
| 20  | 1890–1891 | Joseph Tomlinson                             | |
| 21  | 1892–1893 | William Anderson                             | |
| 22  | 1894–1895 | Alexander Blackie William Kennedy            | Professor für Ingenieurwesen, University College London                                                         |
| 23  | 1896–1897 | Edward Windsor Richards                      | |
| 24  | 1898      | Samuel W. Johnson                            | Eisenbahningenieur Chefentwickler bei Midland Railway                                                           |
| 25  | 1899–1900 | William Henry White                          | Meerestechnik                                                                                                   |
| 26  | 1901–1902 | William Henry Maw                            | Herausgeber der Verbandszeitschrift Engineering                                                                 |
| 27  | 1903–1904 | Joseph Hartley Wicksteed                     | |
| 28  | 1905–1906 | Edward Pritchard Martin                      | |
| 29  | 1907–1908 | Tom Hurry Riches                             | Eisenbahningenieur, Taff Vale Railway                                                                           |
| 30  | 1909–1910 | John Audley Frederick Aspinall               | Eisenbahningenieur, Lancashire and Yorkshire Railway                                                            |
| 31  | 1911–1912 | Edward Bayzard Ellington                     | |
| 32  | 1913–1914 | Hay Frederick Donaldson                      | |
| 33  | 1915–1916 | William Cawthorne Unwin                      | |
| 34  | 1917–1918 | Michael Longridge                            | |
| 35  | 1919      | Edward Hopkinson                             | |
| 36  | 1920–1921 | Matthew Henry Phineas Riall Sankey           | |
| 37  | 1922      | Henry Selby Hele-Shaw                        | Mechanik und Meerestechnik                                                                                      |
| 38  | 1923      | John Dewrance                                | |
| 39  | 1924      | William Henry Patchell                       | |
| 40  | 1925      | Vincent Raven                                | Eisenbahningenieur, North Eastern Railway                                                                       |
| 41  | 1926      | William Reavell                              | |
| 42  | 1927      | Henry Fowler                                 | Eisenbahningenieur, Midland Railway und London, Midland and Scottish Railway                                    |
| 43  | 1928      | Richard William Allen                        | |
| 44  | 1929      | Daniel Adamson                               | |
| 45  | 1930      | Loughnan St Lawrence Pendred                 | Herausgeber der Zeitschrift The Engineer                                                                        |
| 46  | 1931      | Edwin Kitson Clark                           | |
| 47  | 1932      | William Taylor                               | |
| 48  | 1933      | Alan Ernest Leofric Chorlton                 | |
| 49  | 1934      | Charles Day                                  | |
| 50  | 1935      | Alexander Elliott Davidson                   | |
| 51  | 1936      | Nigel Gresley                                | Eisenbahningenieur, London and North Eastern Railway                                                            |
| 52  | 1937      | John Edward Thornycroft                      | |
| 53  | 1938      | David E Roberts                              | |
| 54  | 1939      | E. Bruce Ball                                | |
| 55  | 1940      | Asa Binns                                    | |
| 56  | 1941      | William Stanier                              | Eisenbahningenieur, London, Midland and Scottish Railway                                                        |
| 57  | 1942      | Stephen Joseph Thompson                      | |
| 58  | 1943      | Frederick Charles Lea                        | |
| 59  | 1944      | Harry Ralph Ricardo                          | |
| 60  | 1945      | Andrew Robertson                             | |
| 61  | 1946      | Oliver Vaughan Snell Bulleid                 | Eisenbahningenieur, Southern Railway                                                                            |
| 62  | 1947      | Lord Dudley Gordon                           | |
| 63  | 1948      | E. William Gregson                           | |
| 64  | 1949      | Herbert John Gough                           | |
| 65  | 1950      | Stanley Fabes Dorey                          | |
| 66  | 1951      | Arthur Clifford Hartley                      | Chefentwickler, Anglo-Iranian Oil Company, Operation Pluto und Fog Investigation and Dispersal Operation (Fido) |
| 67  | 1952      | David Randall Pye                            | |
| 68  | 1953      | Alfred Roebuck                               | |
| 69  | 1954      | Richard William Bailey                       | |
| 70  | 1955      | Percy Lewis Jones                            | |
| 71  | 1956      | Thomas Arkle Crowe                           | |
| 72  | 1957      | George Nelson                                | |
| 73  | 1958      | Robert Owen Jones                            | |
| 74  | 1959      | Herbert Desmond Carter                       | |
| 75  | 1960      | Owen Alfred Saunders                         | |
| 76  | 1961      | Charles Hague                                | |
| 77  | 1962      | John Hereward Pitchford                      | |
| 78  | 1963      | Roland Curling Bond                          | Eisenbahningenieur                                                                                              |
| 79  | 1964      | Frank Mason                                  | |
| 80  | 1965      | Harold Norman Gwynne Allen                   | |
| 81  | 1966      | Christopher Hinton, Baron Hinton of Bankside | Pioneer der Nuklearenergie                                                                                      |
| 82  | 1967      | Hugh Graham Conway                           | |
| 83  | 1968      | Arnold Lewis George Lindley                  | |
| 84  | 1969      | Donald Frederick Galloway                    | |
| 85  | 1970      | John Lamb Murray Morrison                    | |
| 86  | 1971      | Robert Lank Lickley                          | |
| 87  | 1972      | Lord Donald Gresham Stokes                   | Vorstandsvorsitzender, British Leyland                                                                          |
| 88  | 1973      | John William Atwell                          | |
| 89  | 1974      | St John de Hold Elstub                       | |
| 90  | 1975      | Paul Thomas Fletcher                         | |
| 91  | 1976      | Ewen McEwen                                  | |
| 92  | 1977      | Hugh Ford                                    | Professor für Maschinenbau, Imperial College London                                                             |
| 93  | 1978      | Diarmuid Downs                               | |
| 94  | 1979      | James Gordon Dawson                          | |
| 95  | 1980      | Bryan Hildrew                                | |
| 96  | 1981      | Francis David Penny                          | |
| 97  | 1982      | Victor John Osola/Vaino Junani Osola         | |
| 98  | 1983      | George Fritz Werner Adler                    | |
| 99  | 1984      | Waheeb Rizk                                  | |
| 100 | 1985      | Philip Foreman                               | |
| 101 | 1986      | Bernard Crossland                            | |
| 102 | 1987      | Oscar Roith                                  | |
| 103 | 1988      | Cecil Charles John French                    | |
| 104 | 1989      | Roy Ernest James Roberts                     | |
| 105 | 1990      | Michael Cooper Neale                         | |
| 106 | 1991      | Duncan Dowson                                | |
| 107 | 1992      | Tom D. Patten                                | |
| 108 | 1993      | Anthony Albert Denton                        | |
| 109 | 1994      | Brian Hamilton Kent                          | |
| 110 | 1995      | Frank Christopher Price                      | |
| 111 | 1996      | Robert William Ernest Shannon                | |
| 112 | 1997      | Pamela Liversidge                            | |
| 113 | 1998      | John Spence                                  | |
| 114 | 1999      | James McKnight                               | |
| 115 | 2000      | Denis E. Filer                               | |
| 116 | 2001      | Tony Roche                                   | |
| 117 | 2002      | John McDougall                               | |
| 117 | 2003      | Chris Taylor                                 | |
| 119 | 2004      | William Edgar                                | |
| 120 | 2005      | Andrew Ives                                  | |
| 121 | 2006      | W. Alec Osborn                               | |
| 122 | 2007      | John Baxter                                  | |
| 123 | 2008      | William M. Banks                             | |
| 124 | 2009      | Keith Millard                                | |
| 125 | 2010      | John Wood                                    | Automobilbau |
| 126 | 2011      | Roderick Smith                               | Eisenbahningenieur                                                                                              |
| 127 | 2012      | Isobel Pollock                               | |
| 128 | 2013      | Patrick Kniveton                             | |
| 129 | 2014      | Mark Hunt                                    | Flugzeugingenieur (RAF)                                                                                         |
| 130 | 2015      | Richard Folkson                              | |
| 131 | 2016      | Jon Hilton                                   | |
| 132 | 2017      | Carolyn Griffiths                            | |